# روسندا مونتروس
روسِندا مونتِـروس (اسپانیایی: Rosenda Monteros‎؛ زادهٔ ۳۱ اوت ۱۹۳۵ - ۲۹ دسامبر ۲۰۱۸) بازیگر اهل مکزیک است.
از فیلم‌ها یا برنامه‌های تلویزیونی که وی در آن نقش داشته‌است، می‌توان به نازارین، شی و حوا اشاره کرد.